# دعوت‌کننده (فیلم)
دعوت‌کننده (به مالایالم: Aagathan) و (به انگلیسی: Invitee) فیلمی هندی محصول سال ۲۰۱۰ و به کارگردانی کمال است. در این فیلم بازیگرانی همچون دیلیپ، ساتیاراج، چارمی کائور، لال، بیجو منون و زارینا وهاب ایفای نقش کرده‌اند.